# Bretx
Bretx – miejscowość i gmina we Francji, w regionie Oksytania, w departamencie Górna Garonna.
Według danych na rok 1990 gminę zamieszkiwało 315 osób, a gęstość zaludnienia wynosiła 37 osób/km² (wśród 3020 gmin regionu Midi-Pireneje Bretx plasuje się na 752. miejscu pod względem liczby ludności, natomiast pod względem powierzchni na miejscu 1205.).